# Jengen

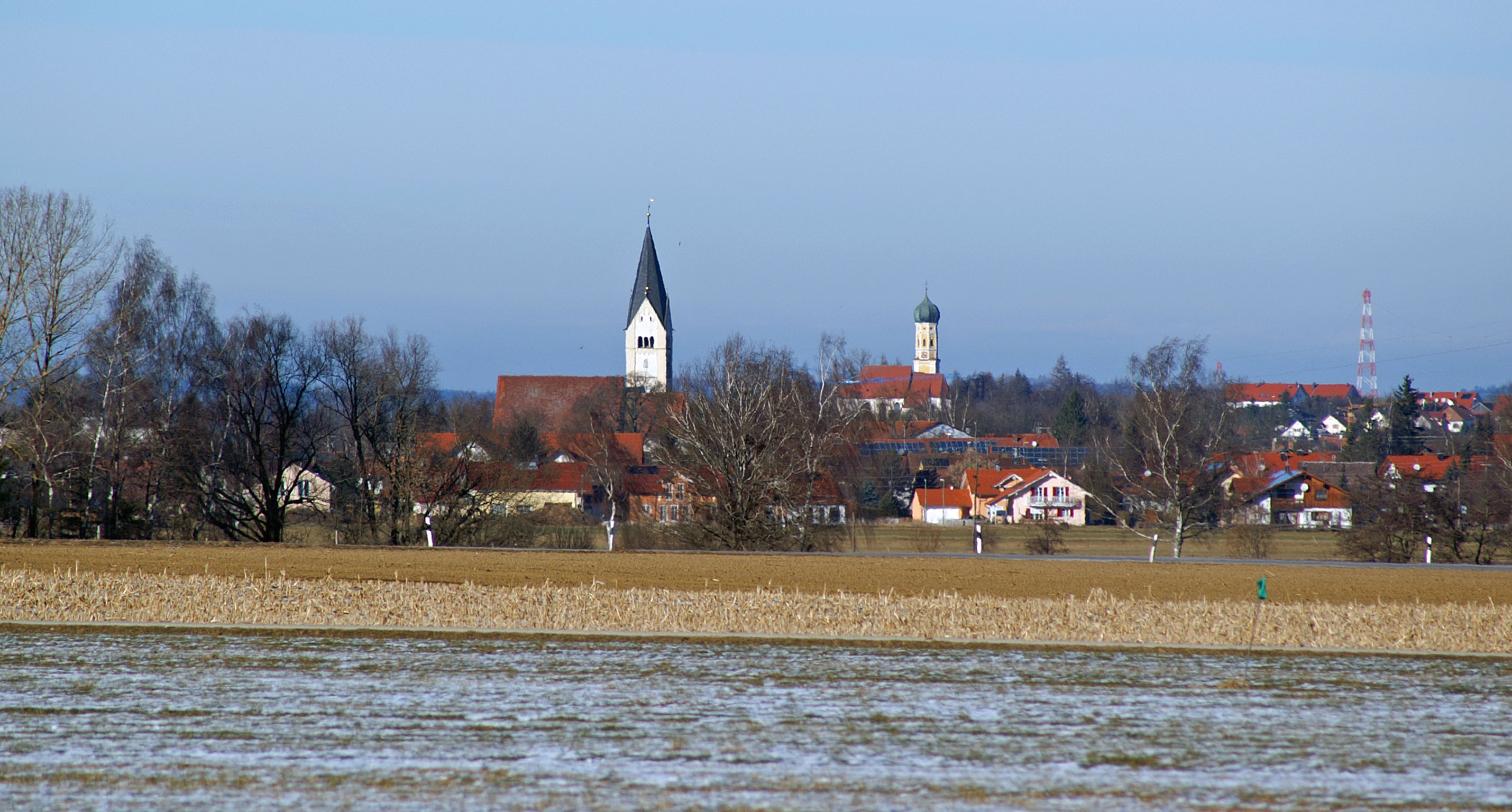
Jengen von Süden

Jengen ist eine Gemeinde im schwäbischen Landkreis Ostallgäu.

## Geographie

### Lage
Jengen liegt im Landkreis Ostallgäu, gehört als Tor zum Allgäu nicht zur Allgäuer Landschaft. Jengen liegt auf der Lech-Wertach-Ebene zwischen 616 m ü. NHN (Nähe der Wertach beim Irsinger See) und 694 m ü. NHN (Höhenzug westlich Beckstetten). Der Hauptort wird vom Fluss Gennach durchflossen.

### Gemeindegliederung
Die Gemeinde hat acht Gemeindeteile (in Klammern ist der Siedlungstyp und der Einwohnerstand vom 31. Dezember 2018 angegeben):
- Beckstetten (Pfarrdorf, 268 E.)
- Eurishofen (Pfarrdorf, 146 E.)
- Hl. Kreuzmühle (Einöde)
- Jengen (Pfarrdorf, 1129 E.)
- Koneberg (Weiler, 43 E.)
- Ummenhofen (Kirchdorf, 169 E.)
- Weicht (Pfarrdorf, 447 E.)
- Weinhausen (Kirchdorf 243 E.)

Es gibt die Gemarkungen Jengen, Beckstetten, Eurishofen, Ummenhofen, Weicht und Weinhausen.

## Geschichte

### Bis zur Gemeindegründung

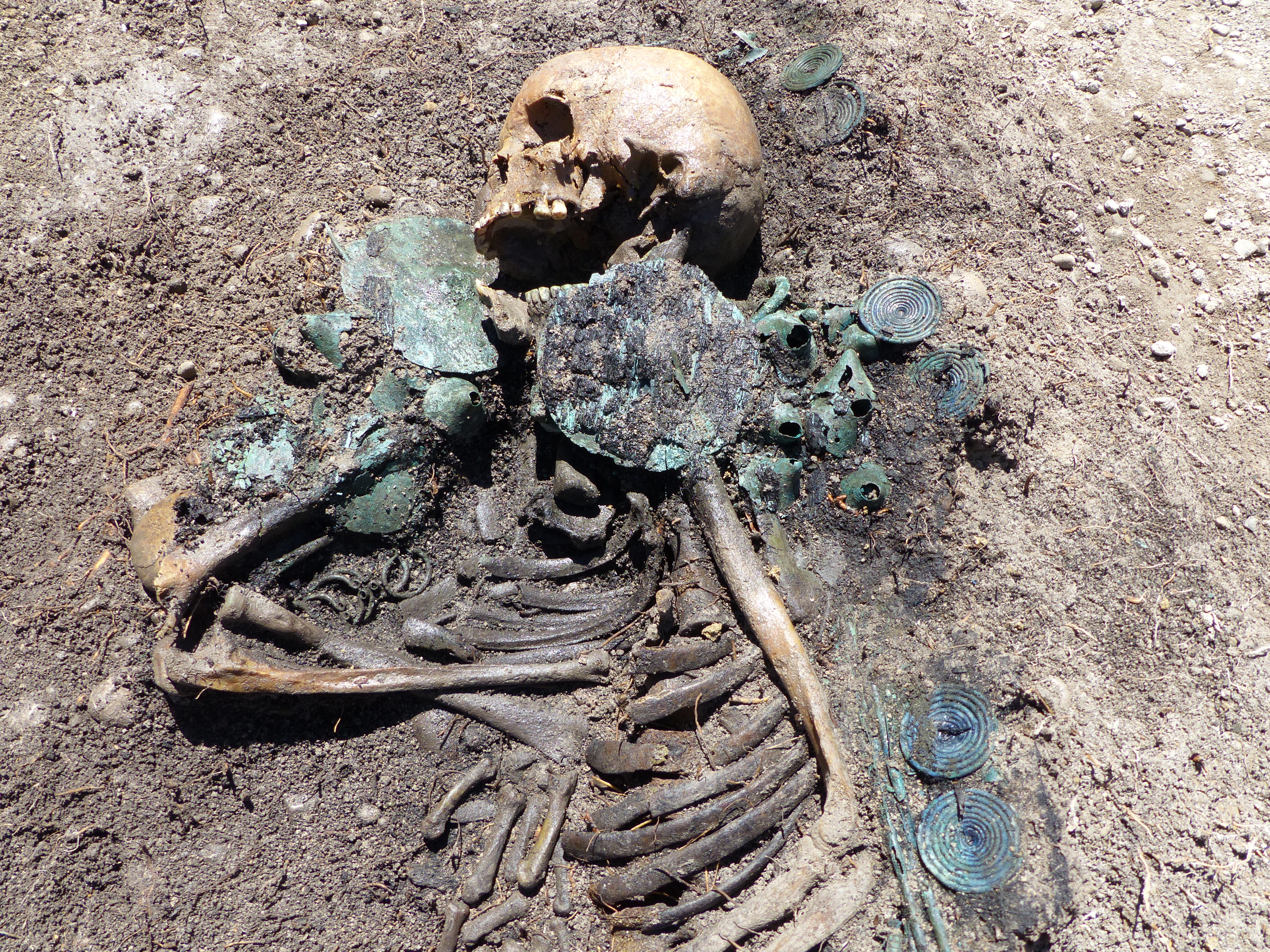
Bei archäologischen Grabungen in Jengen freigelegte Bestattung einer adulten Frau mit reichem Bronzeschmuck.

Die eindrucksvollsten archäologischen Funde stammen aus der frühen Bronzezeit. Da bei Weicht auch einige keltische Grabhügel festgestellt wurden, dürfte es also schon vor der Gründung des Ortes keltische Siedlungen im Gemeindegebiet gegeben haben. Die Gründung des Ortes reicht bis 800 zurück. Wohl schon vor 800 hat hier eine Missionsstelle und eine Taufkirche bestanden.
Ein niederer Adel zu Jengen wurde im 12. Jahrhundert erwähnt. 1150 erschienen als Zeugen Hiltprant und Konrad von Giengen. In der gleichen Zeitabschnitt wurde der Ort als Malstätte (Gerichtsstätte) des Markgrafen von Ronsberg genannt.
Im Bauernkrieg von 1524 bis 1526 hielten die Bauern in Jengen und Ummenhofen zu dem Bauernhaufen von Buchloe. Anführer des Haufens war Sebastian Bader. Während des Dreißigjährigen Kriegs kam es auch in Jengen zu einem Ausbruch der Pest mit vielen Toten.
Nach dem Dreißigjährigen Krieg wurde 1665 die Skapulierbruderschaft gegründet, welche in ihrer besten Zeit 2000 Mitglieder besaß.
Jengen gehörte zum Hochstift Augsburg. Seit dem Reichsdeputationshauptschluss von 1803 gehört der Ort zu Bayern. Im Zuge der Verwaltungsreformen im Königreich Bayern entstand mit dem Gemeindeedikt von 1818 die heutige Gemeinde.

### Eingemeindungen
Im Zuge der Gebietsreform in Bayern wurde am 1. Juli 1972 die Gemeinde Weinhausen eingegliedert. Am 1. Januar 1978 kamen Beckstetten, Eurishofen, Ummenhofen und Weicht hinzu.

### Einwohnerentwicklung
| Jahr      | 1961 | 1970 | 1987 | 1991 | 1995 | 2000 | 2005 | 2010 | 2015 | 2020 |
| Einwohner | 1623 | 1612 | 1709 | 1814 | 2095 | 2257 | 2375 | 2367 | 2405 | 2524 |

Jengen wuchs von 1988 bis 2008 um 611 Einwohner bzw. ca. 35 %. Jengen und die benachbarte Stadt Buchloe hatten in diesem Zeitraum den höchsten prozentualen Einwohnerzuwachs im Landkreis Ostallgäu. Zwischen 1988 und 2018 wuchs die Gemeinde von 1725 auf 2440 um 715 Einwohner bzw. um 41,5 %.

## Politik
Die Gemeinde ist Mitglied der Verwaltungsgemeinschaft Buchloe.

### Gemeinderat
Die Gemeinderatswahl 2020 ergab folgende Stimmenanteile und Sitzverteilung:
| Liste                                        | 2020    | 2020    |
| Liste                                        | %       | Sitze   |
| -------------------------------------------- | ------- | ------- |
| Kommunale Wählervereinigung Jengen           | 35,84   | 5       |
| Freie Wählervereinigung Weicht               | 17,83   | 3       |
| Freie Wählervereinigung Beckstetten          | 15,80   | 2       |
| Überparteiliche Wählervereinigung Weinhausen | 12,60   | 2       |
| Freie Wählervereinigung Eurishofen           | 8,16    | 1       |
| Freier Wählerblock Ummenhofen                | 9,77    | 1       |
| Gesamt                                       | 100,00  | 14      |
| Wahlbeteiligung                              | 64,25 % | 64,25 % |

### Bürgermeister
Erster Bürgermeister ist Ralf Neuner (Kommunale Wählervereinigung/Überparteiliche WV/Freie WV). Dieser wurde im Jahr 2020 Nachfolger von Franz Hauck (Kommunale Wählervereinigung/Überparteiliche WV/Freie WV).

### Wappen
| Wappen der Gemeinde Jengen | Blasonierung: „Gespalten von Silber und Rot; vorne am Spalt ein rot bewehrter halber schwarzer Adler, hinten ein linksgewendeter goldener Greifenlöwe.“ |
| Wappen der Gemeinde Jengen | Wappenbegründung: Die Rot-Silberne Spaltung kommt vom alten Augsburgischen Hochstiftswappen. Als historisch bedeutsame Grundherren sind im Gemeindegebiet die Kaufbeurer Spitalstiftung sowie das Kloster Steingaden nachweisbar. Der halbe Adler am Spalt stammt aus dem Wappen der Reichsstadt Kaufbeuren, der Greifenlöwe ist dem Wappen des Klosters Steingaden entnommen. Dieses Wappen wird seit 1985 geführt. |

## Kultur und Sehenswürdigkeiten

### Baudenkmäler
- Katholische Pfarrkirche St. Martin

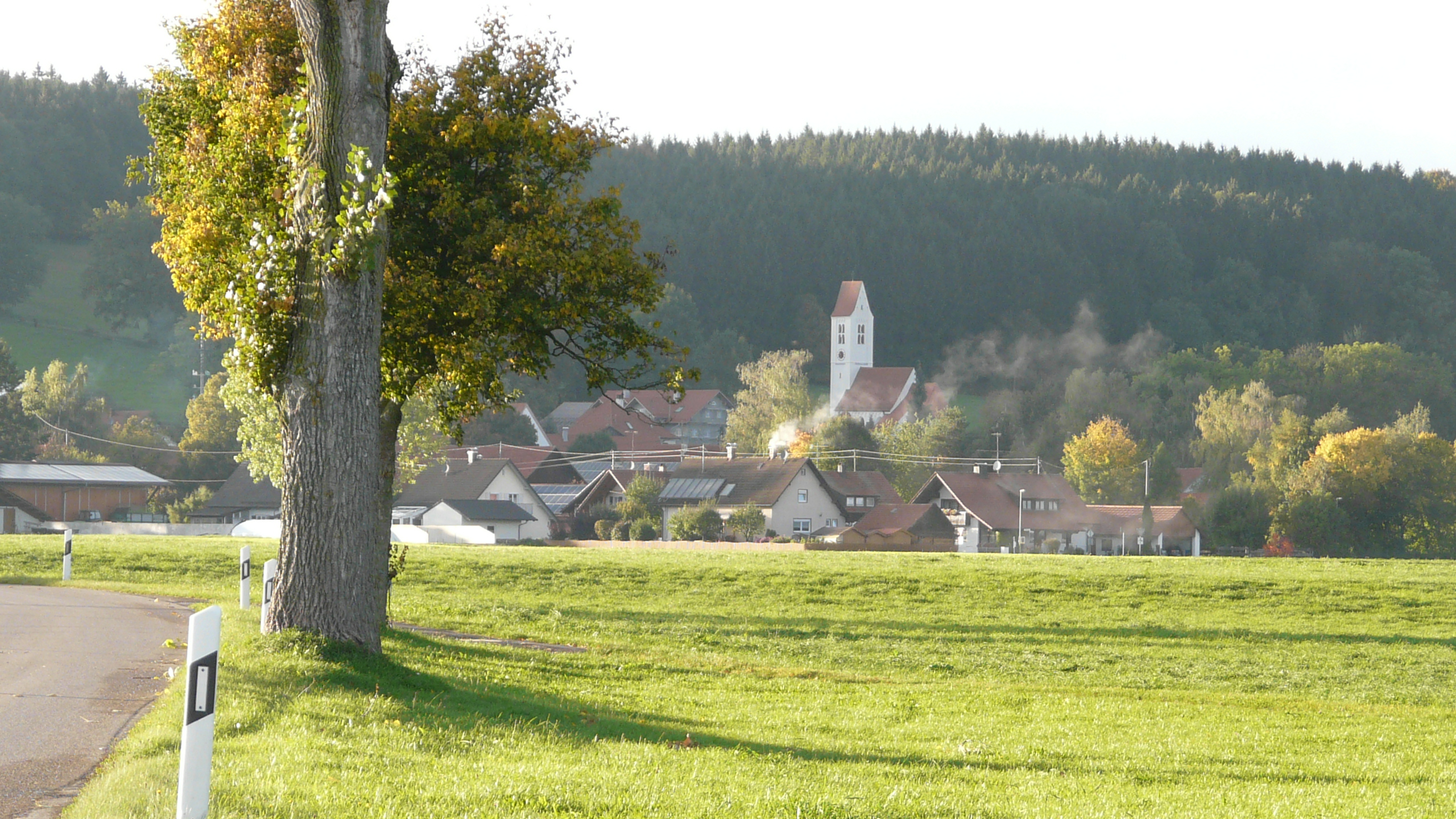
Beckstetten
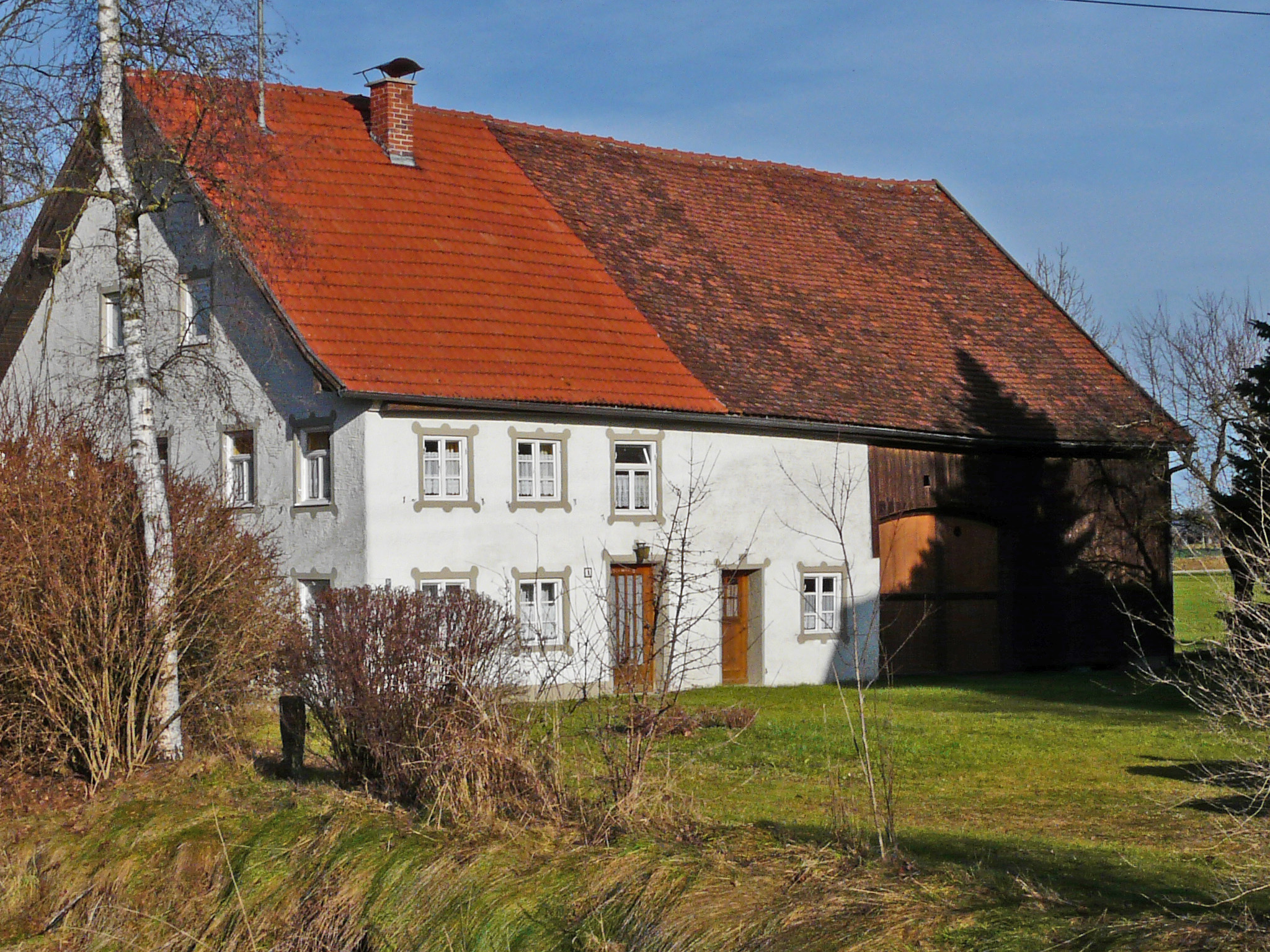
Schwäbisches Bauernhaus in Jengen
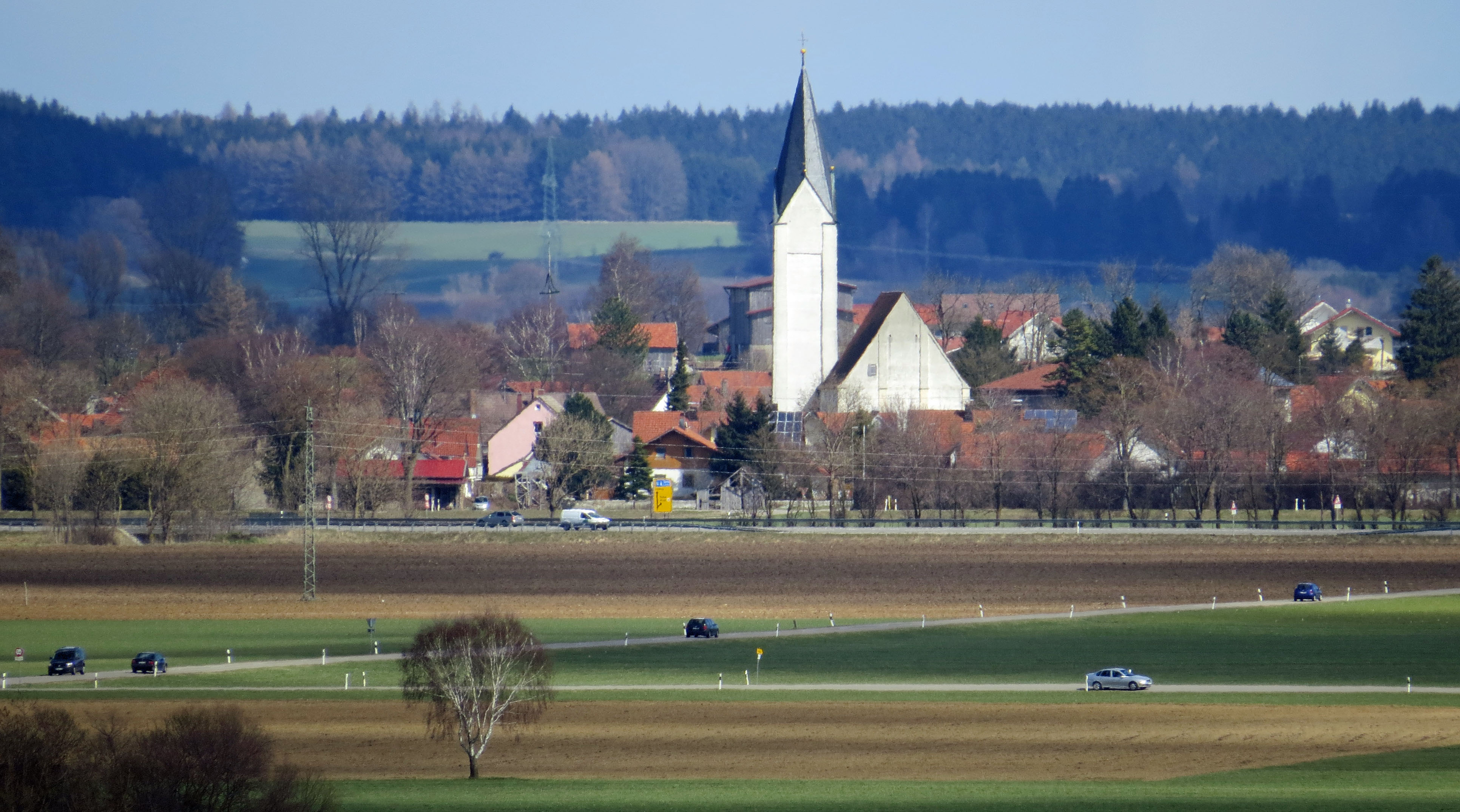
Jengen von Westen
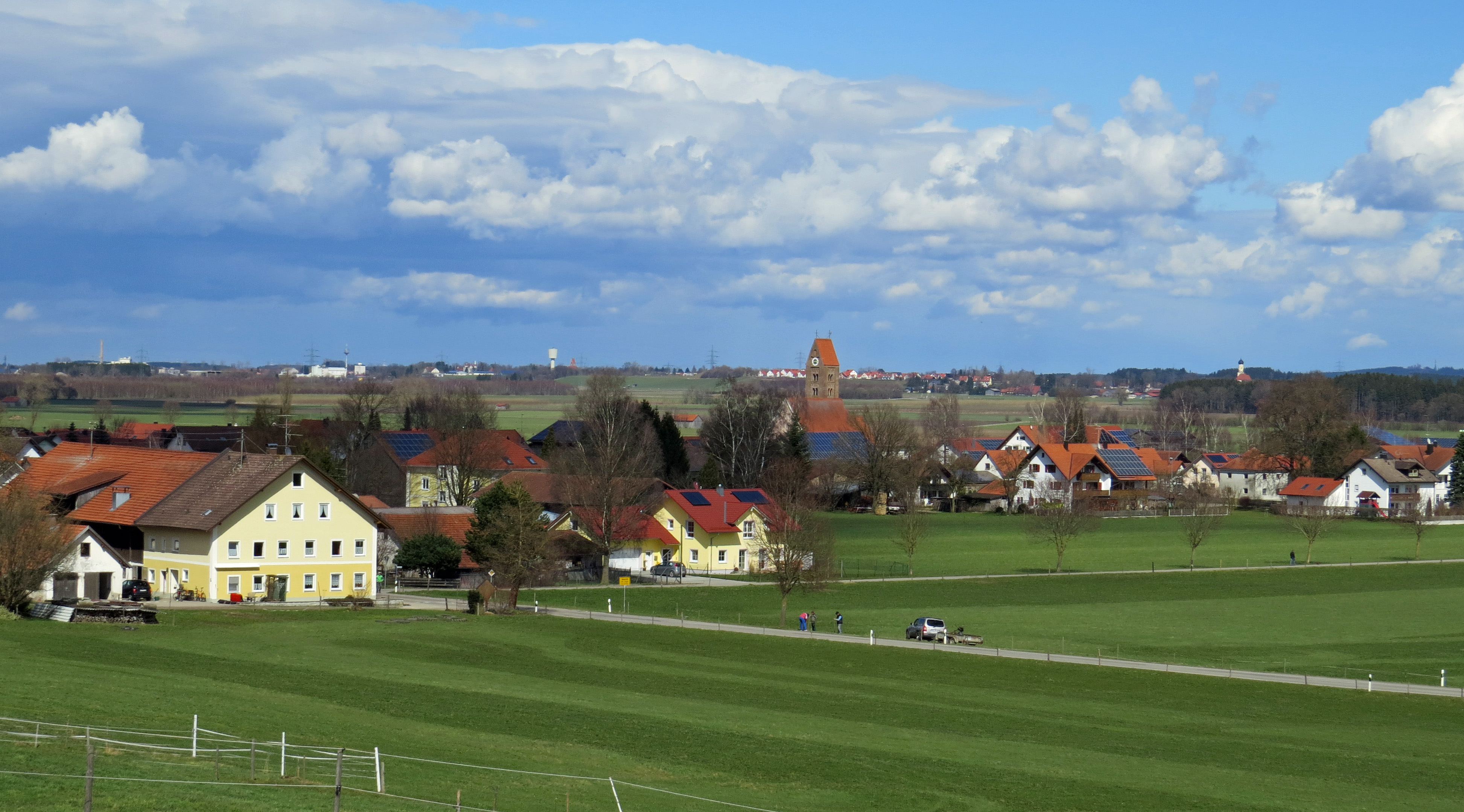
Weicht
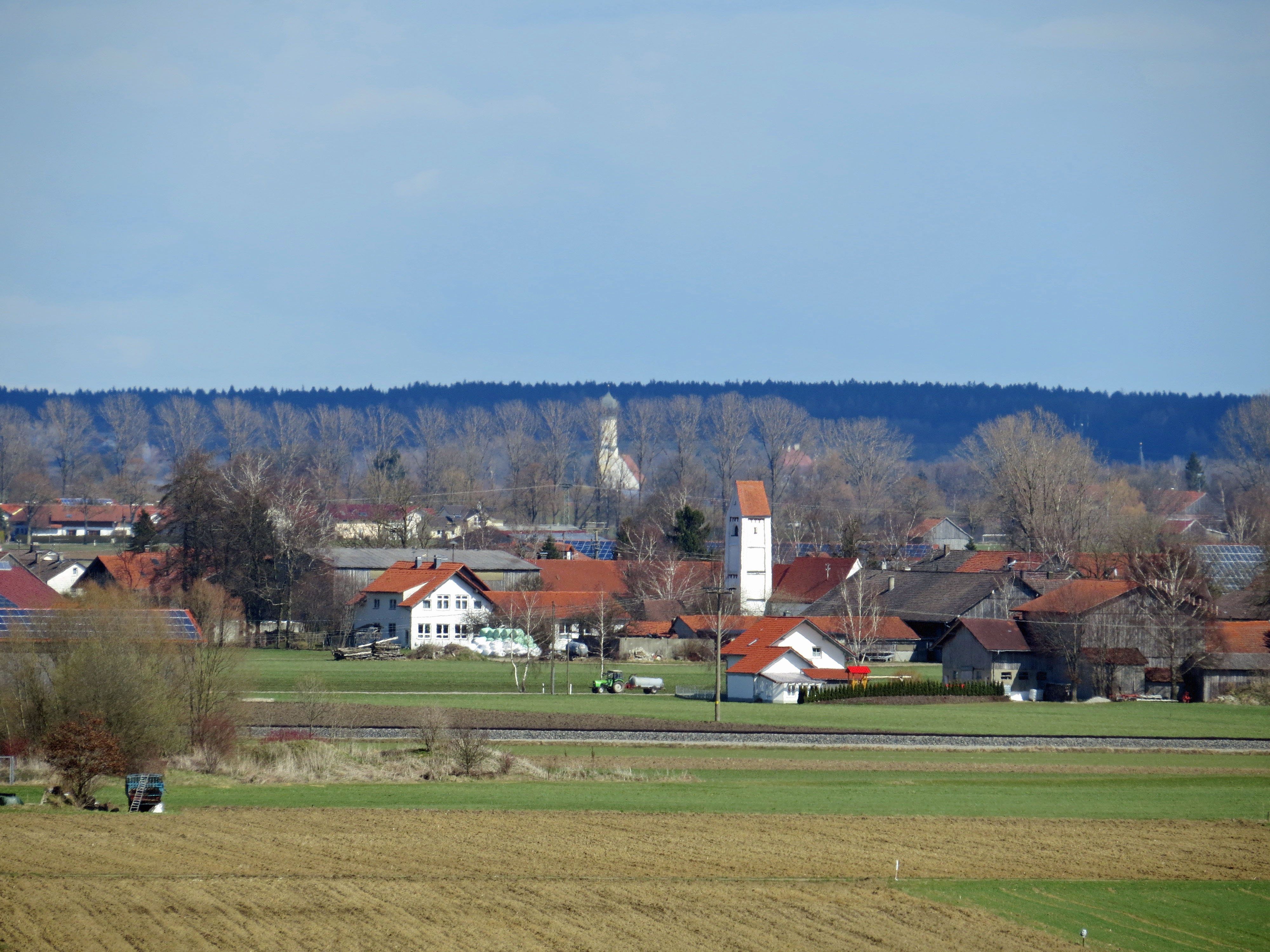
Weinhausen

### Sport
- FC Jengen 1927 e. V.

## Wirtschaft und Infrastruktur

### Wirtschaft einschließlich Land- und Forstwirtschaft
Es gab im Jahr 2021 nach der amtlichen Statistik im Bereich der Land- und Forstwirtschaft keine, im produzierenden Gewerbe 92 und im Bereich Handel und Verkehr 94 sozialversicherungspflichtig Beschäftigte am Arbeitsort. In sonstigen Wirtschaftsbereichen waren am Arbeitsort 66 Personen sozialversicherungspflichtig beschäftigt. Sozialversicherungspflichtig Beschäftigte am Wohnort gab es insgesamt 1109. Im verarbeitenden Gewerbe (sowie Bergbau und Gewinnung von Steinen und Erden) gab es keine, im Bauhauptgewerbe zwei Betriebe. Zudem bestanden im Jahr 2020 57 landwirtschaftliche Betriebe mit einer landwirtschaftlich genutzten Fläche von 2120 ha. Davon waren 1234 ha Ackerfläche.

### Bildung
Es gibt folgende Einrichtungen (Stand: 2022):
- 2 Kindergärten: 110 Kindergartenplätze mit 99 Kindern
- 1 Volksschule: vier Lehrer und 87 Schüler

## Persönlichkeiten

### Söhne und Töchter der Gemeinde
- Matthias Waldhör (1796–1833), deutscher Komponist, Musikpädagoge, Organist, Chorleiter und Musikdokumentar